# Francis Delpérée
Francis Delpérée (* 14. Januar 1942 in Lüttich) ist ein belgischer Rechtswissenschaftler und Politiker der Centre Démocrate Humaniste (cdH). Nachdem er lange Zeit im Senat getagt hatte, wurde er 2014 in die Abgeordnetenkammer gewählt. Auf lokaler Ebene ist Delpérée seit 2006 Gemeinderatsmitglied in der Gemeinde Woluwe-Saint-Pierre/Sint-Pieters-Woluwe.

## Leben
Francis Delpérée beendete sein Jurastudium an der Katholischen Universität Löwen im Jahre 1964 und erhielt 1968 an der Université de Paris seinen Doktortitel. Als Student war er Mitglied von Olivaint-Konferenz von Belgien. Von 1970 an unterrichtete er an der Université catholique de Louvain belgisches Verfassungsrecht bis zu seiner Emeritierung im Jahre 2007. Von 1990 bis 1993 war er dort Dekan der Rechtsfakultät. Seit 1994 ist er Chefredakteur der juristischen Zeitschrift Revue belge de droit constitutionnel.
Beruflich war Delpérée zunächst als Anwalt, dann von 1985 bis 2004 als Beisitzer in der Abteilung Gesetzgebung des belgischen Staatsrates beschäftigt. Francis Delpérée erlangte in dieser Zeit eine relative Berühmtheit durch seine zahlreichen Veröffentlichungen in belgischen, französischen und internationalen Zeitschriften und durch seine Präsenz als Experte für Verfassungsfragen in den belgischen Medien.
Sein bekanntestes Werk heißt Le droit constitutionnel de la Belgique (Brüssel, Bruylant, Paris, L.G.D.J., 2000, 1048 Seiten, ISBN 978-2-8027-1378-4).

## Politische Karriere
Im Jahre 2004 stieg er für die Zentrumshumanisten cdH in die Politik ein und wurde Brüsseler Regionalabgeordneter, Abgeordneter der Französischen Gemeinschaft und schließlich Gemeinschaftssenator. Bei den Föderalwahlen 2007 erhielt Delpérée 109.399 Vorzugsstimmen und war seitdem direkt gewählter Senator und Fraktionsvorsitzender. Er vertrat ebenfalls seine Partei bei den anschließenden Verhandlungen zur Staatsreform. Bei den Föderalwahl vom 25. Mai 2014 wurde Francis Delpérée in die Abgeordnetenkammer gewählt.

## Ehrungen
Francis Delpérée ist Mitglied der Königlichen Akademie von Belgien und des Institut de France (Académie des sciences morales et politiques) sowie auswärtiges Mitglied der Norwegischen Akademie der Wissenschaften. Er ist ebenfalls Doctor honoris causa an den Universitäten von Aix-Marseille III, Genf, Ottawa, Athen und Szeged.
Im Jahr 1993 verlieh ihm König Baudouin I. den Titel „Baron“.

## Übersicht der politischen Ämter
- 2004–2007: Abgeordneter des Parlaments der Region Brüssel-Hauptstadt und des Parlaments der Französischen Gemeinschaft
- 2004–2014: Senator
- 2006–heute: Mitglied des Gemeinderats in Woluwe-Saint-Pierre/Sint-Pieters-Woluwe
- 2014–heute: Mitglied der Abgeordnetenkammer